# El dia dels trífids
El dia dels trífids (títol original The day of the triffids) és la novel·la més coneguda de l'autor britànic John Wyndham.
Publicada el 1951, és una novel·la de ciència-ficció del subgènere postapocalíptic i amb alguns elements de terror.
Es va publicar traduïda al català per Ramon Folch i Camarasa el 1966 per Edicions 62 (El Trapezi) i el 1982 per Edicions La Magrana.
La història va ser adaptada en la pel·lícula del mateix nom de 1962, tres serials radiofònics (en 1957, 1968 i 2008), i dues sèries de televisió (en 1981 i 2009). Va ser nomenada per al International Fantasy Award el 1952, i en 2003 va entrar en la llista de la BBC The Big Read.

## Trama
Bill Masen, un biòleg britànic, el narrador i protagonista, es desperta en un hospital amb els ulls coberts de benes causa de les seves cures mèdiques. Però tot just desperta s'adona que alguna cosa va molt malament a causa de l'horrible silenci que regna en el lloc. Sent-li impossible veure, llança crits a l'atzar per saber que passa, però en resposta només li arriben laments llunyans. Masen fa memòria de què havia passat el dia anterior, recordant que la nit passada s'esperava un fenomen que es propagava per tot el món: unes llums verdes al cel classificades com un cometa. Un magnífic espectacle, segons li havia dit una infermera, i que ell s'havia perdut a causa del seu embenat.
Masen es troba a la seva habitació, meditabund i espantat, indefens en no poder veure-hi. Però aquest mateix dia li anaven a treure les benes i després de batre amb les seves pors decideix arriscar-se a treure's l'embenat. Per al seu alleujament, pot veure-hi molt bé. Bill Masen es vesteix i surt de la seva habitació, trobant-se amb un hospital buit. Tot i que la por augmenta cada vegada més per Bill Masen, continua avançant fins a trobar un doctor, però s'adona que està cec. Després de ser portat a la seva oficina, el doctor comprova que el telèfon no funciona i es llança des de la finestra del seu despatx en el cinquè pis. Bill segueix avançant, trobant pacients cecs i indefensos, pels que res pot fer. En arribar al vestíbul, es troba amb una escena que descriu ell mateix com "L'infern segons Gustave Doré": centenars de cecs agrupats al vestíbul, empenyent-se, temptejant amb les mans, atapeïts i lamentant-amb crits aterridors que reflectien tot, desesperació i misèria. Per escapar d'aquest quadre, Masen surt pel jardí de l'hospital.
Es presenta el mateix escenari als carrers de Londres que a l'hospital: el buit i el silenci. Masen es dirigeix a una taverna on l'amo del lloc, home cec, deprimit i disposat a suïcidar-se, li diu que pel que sembla els llums de la nit anterior van ser les causants de la ceguesa col·lectiva-encara que cap al final de la seva aventura Bill creurà que la ceguesa va ser producte d'una arma satelital-. Explorant la ciutat plena de cecs ara i amb prou feines poques persones que hi veuen, Masen sent els gemecs d'una dona i va a auxiliar-, salvant-la d'un cec que l'havia amarrat. La dona és Josella Payton, una jove novel·lista que s'havia salvat dels horrors de les llums a causa d'una ressaca per una festa. L'endemà el seu pare havia perdut la vista i ella havia sortit a buscar ajuda, però va ser capturada per un cec que pretenia usar-la com pigall, per després ser rescatada per Bill. Aleshores Bill reflexiona sobre la importància de la vista davant d'una societat literalment cega, considerant-la un gran avantatge del qual molts es voldran apoderar. Després d'arreglar-se i equipar-se adequadament, els dos van a veure el pare de Josella. Un cop a la casa, Bill veu una figura familiar i perillosa al pati: un trífid.
Els trífids constitueixen una estranya forma de vida, híbrids entre el món vegetal i l'animal. Aparentment produïts en laboratoris secrets soviètics, les seves llavors s'han escampat per tot el món abans de la catàstrofe i després d'un temps ja n'hi ha importants plantacions explotades per la indústria oliera, sent conreats fins i tot en els jardins particulars. Els trífids poden arribar a fer poc més de dos metres, poden moure la seva tija a voluntat i amb gran flexibilitat i posseeixen un verí capaç de matar grans animals per després alimentar-se de la seva carn descomposta. A més, són capaços de treure les seves arrels de la terra i desplaçar-se a una velocitat relativament ràpida al seu volum i forma. Bill Masen va aprendre molt sobre els trífids treballant com a biòleg per a una companyia d'olis. Al costat dels seus companys va descobrir moltes coses i va fer teories sobre la capacitat dels trífids per comunicar-se per mitjà dels sons de la seva tija i de la seva consciència col·lectiva. De fet, va ser a causa del cop d'un trífid als ulls - ja que sempre ataquen al cap- el motiu pel qual Bill era a l'hospital. Finalment, els trífids, en no tenir vista i estar acostumats a això, estan en millor posició davant qualsevol home cec.
A la casa de Josella dels trífids s'han regat per tot el pati i després d'esquivar-los, ambdós confirmen que el pare és mort. Josella i Bill s'equipen d'armes anti-trífids i passen la nit en un apartament, on els dos s'enamoren. Des d'on estan veuen una llum sortint de la universitat. L'endemà es dirigeixen a la universitat per trobar-se enmig d'un conflicte provocat per un home que demana als resguardats ajudar els cecs perquè aprenguin a viure. L'embolic és resolt ràpidament i els dos poden entrar a la universitat, per trobar-se en un grup de supervivents del desastre sota el comandament de Michael Beadley, qui planeja deixar la ciutat i anar-se'n a viure als afores amb la resta, sota certes normes essencials per a la supervivència d'acord amb la situació.
Els plans de Beadley es veuen arruïnats quan en una astuta maniobra Wilfred Coker, l'home que discutia amb els supervivents de la universitat; segresta gran part del grup i els obliga a tenir cura de certa quantitat de cecs en diferents parts de la ciutat. Bill és un dels capturats i és posat a càrrec d'un grup, que tot i les cures que aquest els ofereix de mala manera, és devastat per una misteriosa malaltia. Després de perdre al seu grup, Bill torna a la universitat per trobar el parador de Josella, però només troba una inscripció que li indica dirigir-se a la finca Tynsham. Abans de partir, Bill es troba amb Wilfred Coker, que s'ha redimit i pretén acompanyar-lo. Així les coses, parteixen els dos l'endemà.
Avançant pels afores s'adonen que els trífids s'han aprofitat de la situació i s'han expandit de manera increïble, aguaitant a per qualsevol ésser indefens que es trobi al seu abast. En arribar a la finca Tynsham es troben que el grup de Beadley s'ha separat i que el grup establert a la finca, a càrrec d'una dona de caràcter rígid de cognom Durrant, aquesta establert sobre les antigues bases religioses i morals, apel·lant encara al matrimoni i al refugi dels indefensos com a mètode de salvació. En veure que aquell grup no tenia futur, Coker i Masen se'n van a buscar el grup de Michael Beadley pels voltants. No obstant això, la veritable motivació de Bill és trobar Josella.
En el camí es troben amb un altre grup de supervivents que s'han atrinxerat amb gran quantitat d'armes i suplements contra el fictici perill de les hordes provinents de la ciutat, esperant l'ajuda dels americans, igual que molts altres personatges al llarg de la història. Coker els convenç que els americans no hi aniran, perquè com bé expressa: «Intenta imaginar un món sense americans»; decideix, doncs, dur-los a tots ells a la finca Tynsham, on podrien donar un canvi radical i fer-la funcionar malgrat la conducta conservadora i autodestructiva amb què la dirigeix la senyoreta Durrant. Tots decideixen partir, menys Bill, que decideix anar a buscar a un lloc que ella havia esmentat amb anterioritat.
Bill es dirigia a Sussex, el lloc que havia esmentat Josella. En la seva recerca ensopega amb una petita nena de deu anys anomenada Susan a qui treu d'una casa plena de trífids que havien matat el seu germà Tommy. Bill la porta amb si per cuidar-la i protegir-la, i és la mateixa Susan qui l'ajuda a trobar la casa on habita Josella. Josella Peyton, després d'haver deixat Londres, es va dirigir als South Downs de Sussex on es va allotjar en una casa de tres cecs. D'aquí en endavant passen els anys, en què Josella i Bill tenen un fill, David, a qui crien juntament amb Susan. A més, combaten els trífids, que han desenvolupat un nou comportament i que més d'una vegada assetgen la casa on ells viuen.
Un dia un helicòpter apareix a la finca on viuen i es pren una gran foguera per cridar la seva atenció. El pilot resulta ser un enviat de Michael Beadley a buscar després que fossin avisats de la seva posició per Coker, qui ja s'havia mudat de la finca Tynsham i vivia en un refugi a la vora d'un riu abans de ser trobat per Beadley. Beadley dirigia una colònia a l'illa de Wight, on les barreres naturals de l'aigua els protegien en gran manera dels trífids. El pilot ofereix portar-los allà, però Josella i Bill decideixen esperar fins passat l'hivern. Dies després un home anomenat Torrence apareix juntament amb altres persones que van ser atretes per la foguera. Torrence ofereix a Bill unir-se al nou sistema de caràcter feudal que s'expandeix pel país, on els dotats de vista mantenen als cecs; a canvi, els cecs són els seus vassalls i el seu fills hereten riqueses. Bill els enganya dient-los que accepta, però quan els homes dormen, avaria seu camió i escapa amb els integrants de la casa.
La història finalitza amb l'aclariment de la seva arribada a l'illa de Wight, el desenvolupament d'aquesta i dels sistemes feudals de la resta del país, que s'ensorren a poc a poc. Així doncs Bill Masen espera que en algun moment de les futures generacions els seus descendents puguin «iniciar la gran croada que farà retrocedir als trífids, més i més, destruint incessantment fins a esborrar-los de la faç de la terra que han gosat usurpar».

## Temes
L'obra planteja temes com:
- La supervivència de l'individu autosuficient, com Robinson Crusoe de Daniel Defoe, o Earth abides de George R. Stewart. (1949)
- Una societat de cecs, com a Country of the Blind de H.G.Wells, o la posterior Assaig sobre la ceguesa de José Saramago (1995)
- L'amenaça d'una invasió vegetal, com a The Ivy War de David H. Keller (1930), o Greener than you think de Ward Moore (1947)